# Schempp-Hirth
Schempp-Hirth est une société allemande de construction aéronautique fondée par Martin Schempp en 1935 à Göppingen près de Stuttgart.

## Les origines
Elle commença à fabriquer des planeurs dans un hangar à matériels de la ville. En 1938 l'usine déménagea à Kirchheim unter Teck. Ses effectifs pendant la Seconde Guerre mondiale se montaient à 300 personnes.
Les premiers avions fabriqués en série étaient des monoplaces d'entraînement capables de vol en voltige tels les GÖ-1 (en) 'WOLF' et le fameux GÖ-3 'Minimoa' créés par Wolf Hirth ainsi que le biplace GÖ-4 (en) créé par Wolfgang Hütter (de).
On peut encore observer certains de ces vieux planeurs au cours de meetings aériens.
Au cours de la Seconde Guerre mondiale, l'usine produisit des éléments destinés entre autres au chasseur Messerschmitt Me-109, aux Messerschmitt Me-321/Me-323 (Gigant (de)) au Bachem "Natter" ; en plus du GÖ-4, des avions complets furent réalisés comme le GÖ-8 et le Habicht de 13,6 m.

## L'après-guerre

### 1945 à 1965
Pendant les années d'après-guerre, la société survécut jusqu'en 1955 en fabriquant des valises en contreplaqué, des prothèses de jambes, des meubles, des métiers à tisser etc., ainsi que des maquettes d'avions à réaction (F-86) et des aménagements de studio pour stations émettrices radio.
La construction aéronautique repris très tôt avec la fabrication du planeur MATTESON M-1 (en), du motoplaneur GS-6a « Milan » et d’autres activités comme les nacelles et l’empennage du dirigeable de Trumpf (D-LEDA).
Les 50 employés assurèrent jusqu’en 1965 la fabrication sous licence des « Emeraude » et « Smaragd », la fourniture d’éléments destinés aux appareils Kl-107 (en), Do-27 et Do-28 ainsi que la réalisation de plusieurs versions du planeur Standard Austria.
Une réalisation propre, le SHL avec lequel Rolf Kunz remporta la 3e place aux championnats de monde de South Cerney (Angleterre) en 1965 permit de reprendre pied sur le marché mondial.

### 1967 à 1994
Là-dessus s’opéra très rapidement le passage technologique du bois au matériau composite sous la direction de Klaus Holighaus qui put couronner ce succès en janvier 1967 en réalisant le premier vol du Cirrus.
Deux ans plus tard exactement, décollait son premier « Super-Orchidee », le Nimbus-1. George Moffat (en) remporta avec lui en 1970 les championnats du monde à Marfa (Texas/États-Unis).
Le suivant fut le deuxième grand succès commercial de Schempp-Hirth, le Standard Cirrus, produit en 700 exemplaires, dont 200 sous licence par la Sté Grob Aircraft. D’autres succès vinrent en 1972 et 1974, lorsque Göran Ax en Yougoslavie et George Moffat en Australie sur Nimbus -2 (version série du Nimbus -1) remportèrent les championnats du monde en classe open.
L’année 1974 vit aussi le premier vol du Janus, le premier biplace au monde en composite verre/résine. La production n’a cessé qu’en 1996 après l’apport de nombreuses améliorations (par ex. l’aile de 20 m en composite carbone/résine) – les derniers modèles fabriqués furent le Janus-Ce et le Janus-CT.
C’est aussi en 1974 que le motoplaneur Nimbus-2M fit son premier vol. Il ne permit pas seulement d’acquérir une première expérience avec les moteurs rétractables : ce planeur construit en petite quantité remporta tout de suite une série de records du monde !
La Sté Schempp-Hirth fournit à partir de 1977 le Mini-Nimbus destiné à la classe de 15 m nouvellement créée par la Fédération aéronautique internationale (FAI). Il connut plusieurs variantes sur le marché mondial avant d’être remplacé en 1980 par le Ventus.
Cependant, un nouveau matériau venait de faire son entrée : la fibre de carbone. Ce qui avait timidement commencé sur le Nimbus-2c était en fait le début d’une carrière de dimension inattendue dans la fabrication de planeurs de haute compétition. La durée de vie des planeurs doubla de 3000 à 6000 h de vol.
La fibre de carbone fut utilisée dans la production en série sur les appareils Nimbus -2C, MINI-Nimbus-C, JANUS-C et JANUS-CM. Ce n’est que plus tard, sur Ventus et Nimbus -3, que les avantages de ce matériau furent pleinement exploités notamment pour réaliser leurs voilures fines et minces.
Le rôle d’avant-garde joué par Schempp-Hirth dans l’utilisation de la fibre de carbone ne se limita pas aux planeurs : cette Sté réalisa aussi les pales de la plus grande éolienne génératrice d’électricité au monde (100 m de diamètre), le prototype GROWIAN (GROssWIndANlage) de la Sté Man.
Le carbone a permis la mise au point d’une série de profils très minces offrant une portance maximum et un comportement très tolérant aux basses vitesses comme l’ont démontré les Ventus et Nimbus 3.
Peu après son premier vol, le Nimbus-3 remportait les championnats du monde de 1981 à Paderborn (Allemagne). Ce fut le tour ensuite des Ventus et Nimbus 3 en 1983 à Hobbs (États-Unis) et enfin à Rieti en 1985 où le [Nimbus-3 arriva en tête.
L’incendie d’un hall contraignit la société à arrêter la fabrication du monoplace Nimbus-3 en 1986 mais en même temps, les cadences de production du Ventus de compétition furent accélérées pour satisfaire la demande de sa version motorisée Ventus.
La modernisation permanente des modèles a aussi permis le succès du planeur de compétition Ventus commercialisé à partir du printemps 1986 après une remise à niveau sous le sigle Ventus-c et qui pouvait être équipé en option de prolongateurs d’ailes ce qui permettait d’atteindre une envergure totale de 17,6 m et dont la fabrication ne s’est arrêtée qu’au bout de 600 exemplaires en 1994, motoplaneurs et « turbos » inclus.
Un appareil encore plus réussi à tout point de vue fut le planeur de classe standard Schempp-Hirth Discus (successeur du Standard Cirrus). Il avait fait son premier vol en 1984 et dominé tous les championnats du monde de 1985 à 1995 (6 titres successifs sans interruption pour la première fois dans l’histoire de la compétition vélivole). Compte tenu de la série des DISCUS-CS construits sous licence par Orlican, le nombre d’exemplaires fabriqués et utilisés dans le monde entier se monte aujourd’hui à 800 appareils. Son bord d’attaque en flèche positive permettant de réduire la composante transversale de l’écoulement sur les extrémités de la voilure et donc d’augmenter l’efficacité aérodynamique de l’allongement, est devenu le signe caractéristiques des avions Schempp-Hirth.
Le modèle DISCUS-bM a lui aussi permis de faire un pas important bien que discret, démontrer la capacité du moteur intégré à être réalisé en série (en collaboration avec Walter Binder). Ceci fut le départ d’un concept plus efficace et bien plus respectueux de l’environnement pour la motorisation des planeurs qui trouva sa cristallisation dans le Nimbus-4DM, le porte-drapeau actuel de la société.
Ce biplace fit son premier vol en 1994 et il est le plus grand planeur réalisé en série par Schempp-Hirth : allongement 39,1, finesse ~60. Il existe en version planeur pur ou équipé d’un moteur d’assistance permettant de revenir en toute sécurité à la base.
Cette dernière option appelée aussi « turbo » est disponible pour presque toutes les versions.
Ce système est d’un emploi très aisé et n’induit qu’une faible augmentation de la charge alaire. S'il n’est pas possible de décoller sans assistance extérieure, le système « turbo » fait malgré tout d’un planeur un véritable motoplaneur d’utilisation très simplifiée, vu qu’il n’a ni démarreur, ni starter, ni manette de gaz.
La mise en œuvre des quelques organes de commande s’apprend en un seul vol au cours duquel on répète leur manipulation. La gamme des possibilités d’un planeur s’élargit de manière considérable comme le démontrent les « excursions » faites depuis le centre de l’Allemagne jusqu’au Cap Nord ou jusqu’en Espagne et cela dans des conditions météo qui auparavant n’auraient pas incité à se lancer dans des vols longue distance.
Le monoplace Nimbus-4D, tout comme le biplace Nimbus-3D est un planeur de la classe open spécialement conçu pour la compétition, tirant profit au maximum des possibilités aérodynamiques et intégrant toutes les avancées technologiques de la construction aéronautique, essais de crash du cockpit inclus. Peu après son premier vol en 1990 équipé de l’option « turbo », il remporta le championnat du monde de motoplaneur. En 1994, il fit un doublé aux championnats d’Europe à Rieti et arriva premier aux championnats du monde de Nouvelle-Zélande en 1995.
Schempp-Hirth réalise également le biplace DUO-DISCUS, conçu spécialement pour l’écolage et l’entraînement. Avec son envergure de 20 m et son profil rigide, il constitue presque une classe à lui seul. Il fit son premier vol le 11 mars 1993.
Un an plus tard, le 31 mars 1994 eut lieu le premier vol d’une nouvelle génération de Ventus, point de départ d’une nouvelle famille que son père spirituel, Klaus Holighaus, ne put voir grandir : il se tua dans un accident aérien le 9 août 1994. 
Il avait déjà volé sur Schempp-Hirth Ventus-2a et Ventus-2b et assisté à la consécration de son concept de voilure lors de la double victoire du Ventus 2 aux championnats d’Europe de 1994 à Rieti.
Cet appareil remporta aussi les championnats du monde l’année suivante en Nouvelle-Zélande et en France en 1997.

### 1995 à Aujourd'hui
La version de 18 m du Ventus-2 fit son premier vol le 30 mars 1995 avec aux commandes le fils de Klaus Holighaus, Tilo. Elle se décline en trois versions : Ventus-2c (planeur pur), Ventus-2cT (avec moteur « turbo ») et Ventus-2cM (motoplaneur à décollage autonome). Depuis l’été 1998, le motoplaneur est disponible avec un moteur plus puissant, le ‘SOLO’.

## Appareil fabriqué par Schempp-Hirth
Classe Standard 15 mètres
- Std Cirrus
- Discus
- Discus 2

Classe FAI 15 / 18 mètres
- Ventus
- Ventus 2
- Ventus 3

Classe FAI biplace
- Janus
- Duo Discus
- Arcus

Classe FAI Open
- Nimbus
- Nimbus 3
- Nimbus 2
- Nimbus 3
- Nimbus 4
- Quintus

## Aérofrein
L'aérofrein de type Schempp-Hirth a été inventé par la société Schempp-Hirth pour remplacer les aérofreins qui se déploient par basculement comme sur le Ka 8 d'Alexander Schleicher. Son fonctionnement consiste à sortir des palettes perpendiculaires à la surface de l'extrados de l'aile. Certains vieux planeurs étaient équipés d'aérofreins doubles (extrados + intrados) comme le Wassmer Bijave.